# Cathédrale de Bangor
Ne doit pas être confondu avec Abbaye de Bangor.
La cathédrale de Bangor est un lieu de culte chrétien situé à Bangor, au nord-ouest du pays de Galles. Elle est dédiée à son fondateur, saint Deiniol et est le siège du diocèse de Bangor.
Le site de l'actuelle cathédrale a été utilisé comme un lieu de culte chrétien depuis le VIe siècle. La cathédrale est construite sur emplacement abrité, peut-être pour ne pas attirer l'attention des pillards de la mer. En visitant Bangor, on peut supposer que le bâtiment de style gothique sur la colline est la cathédrale, mais ce n'est en réalité qu'une partie de l'université de Bangor.

## Histoire
Le site de la cathédrale de Bangor fut d'abord occupé par le monastère de Saint-Deiniol, établi au VIe siècle, en l'an 525 environ, sur un terrain donné par Maelgwn Gwynedd, roi de Gwynedd. Deiniol aurait été consacré évêque par saint David, faisant de lui le premier évêque de Bangor. Ce monastère fut saccagé en 634 puis à nouveau en 1073. Il ne reste rien du bâtiment d'origine.
C'est lors du synode de Westminster (en) de 1102 que les mesures conduisant à la restauration de la cathédrale de Bangor furent prises, mais la partie la plus ancienne de l'édifice actuel fut construite sous l'épiscopat de David (en) (1120-1139), assisté par le roi de Gwynedd, Gruffydd ap Cynan, qui donna de l'argent pour le projet et qui fut enterré à proximité du maître-autel en 1137. C'était un bâtiment cruciforme, de style normand, ayant une longueur d'environ 40 m. Le fils de Gruffydd, Owain Gwynedd, fut également enterré en ce lieu, tout comme son frère Cadwaladr ap Gruffydd. Giraud de Barri décrit un service qui s'est tenu à cet endroit en 1188 lorsque l'archevêque de Cantorbéry y célébra la messe.
En 1211, la cathédrale fut détruite par l'armée du roi Jean sans Terre lors d'une incursion dans le Gwynedd.
Au XIIIe siècle, l'abside d'origine fut retirée et le chœur agrandi pour obtenir sa longueur actuelle. L'église fut gravement endommagée lorsque le roi Édouard Ier envahit le Gwynedd en 1282, et en 1984, le doyen et le chapitre reçurent 60 £ en réparation du préjudice. À cette période, sous le premier évêque Anian (en), il y eut un vaste programme de reconstruction, concernant notamment des transepts et des croisées de transepts. La nef fut reconstruite à la fin du XIVe siècle.
La cathédrale est supposée avoir été entièrement brûlée en 1402 pendant la rébellion de Owain Glyndŵr, il n'existe aucune preuve contemporaine de ce fait, mais il se peut très bien qu'elle ait été endommagée. Dès la fin du XVe siècle, un vaste programme de reconstruction, achevé en 1532, fut probablement entrepris. Il y a une inscription latine au-dessus de la porte de la tour mentionnant que l'évêque Thomas Skevington (en) a construit la tour en 1532. Mais en 1533, à la mort de ce dernier, elle n'était pas achevée. Certains travaux furent réalisés au XVIIIe siècle et, en 1824, 2 000 £ furent consacrées à des réparations, suivies par la modification et la remise en état de l'intérieur de la cathédrale en 1825, coûtant à nouveau 3 252 £.
Meyrick ab Llewllyn fut High Sheriff ainsi que capitaine de la garde du royaume lors du couronnement du roi Henri VIII, le 26 avril 1509. Rowland Meyrick (en), deuxième fils de Meyrick ab Llewellyn, fut le premier évêque protestant de Bangor ; il est enterré sous la cathédrale.

## Architecture

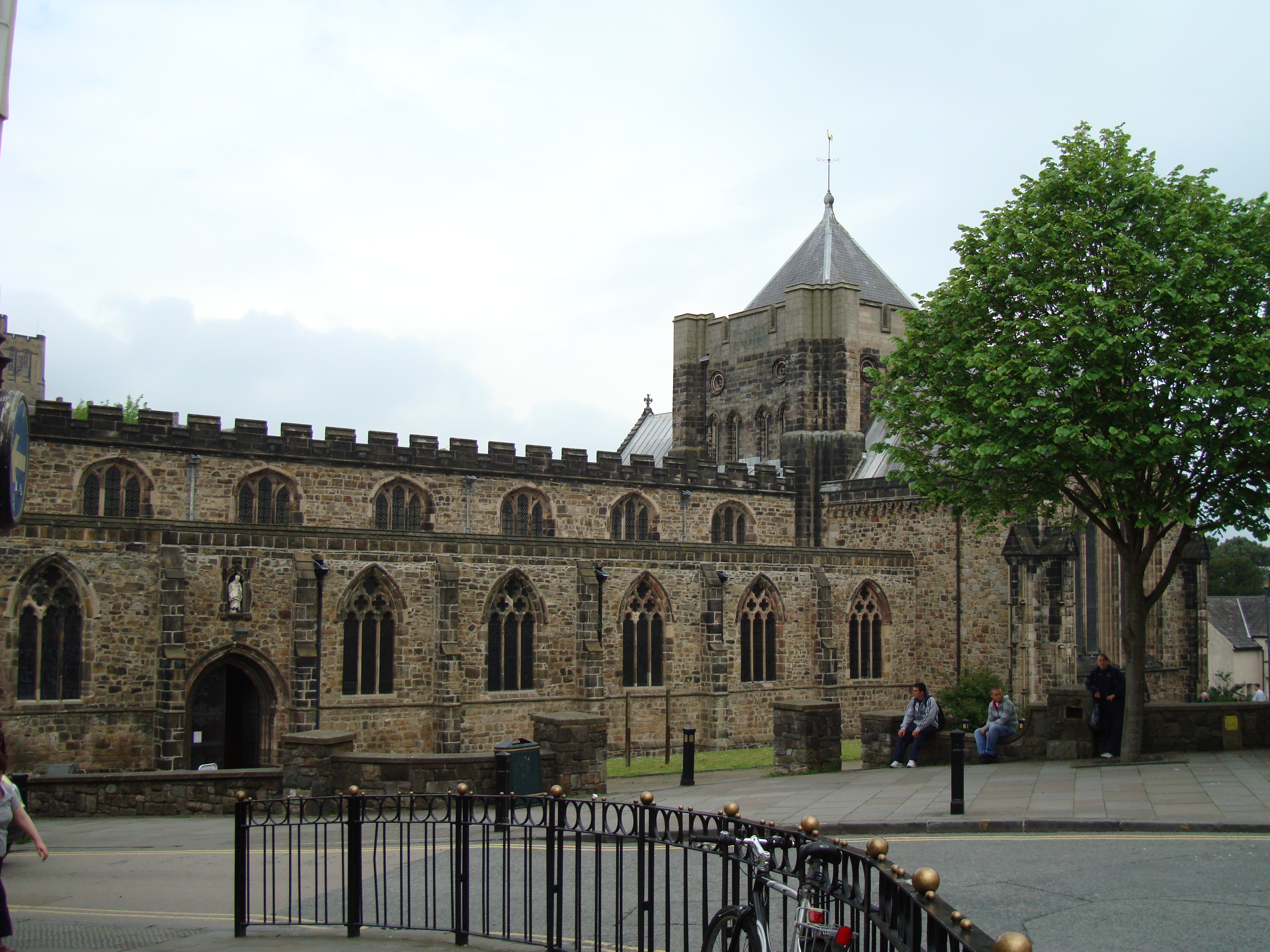
Nef et tour centrale.

Le bâtiment, tel qu'il apparaît aujourd'hui, est le fruit d'importants travaux commencés en 1868 et menés sous la supervision de Sir George Gilbert Scott. La conception de Scott, qui prévoyait à l'origine une haute tour centrale et un clocher, ne fut jamais achevée en raison de l'apparition de fissures semblant indiquer un affaissement des fondations. Par conséquent, la structure de la tour resta peu élevée.

## Caractéristiques
La cathédrale contient le Mostyn Christ, une figure du Christ de pitié sculpté dans du chêne et supposé dater de la fin du XVe siècle, représentant le Christ avant la crucifixion, assis sur un rocher et portant la couronne d'épines.
Dans les parcs de la cathédrale, le jardin biblique contient un exemple de chaque plante mentionnée dans la Bible.

## Inhumations
- Rowland Meyrick (en), évêque de Bangor gallois (1559-1566).
- Nicholas Robinson (en) -côté sud du maître-autel.
- Henry Rowlands (en) -au chœur, devant le maître-autel.
- Edmund Griffith (en), évêque de Bangor gallois (1634-1637) -enterré au chœur.
- Robert Morgan (en), évêque de Bangor gallois (1666-1673) -enterré dans le tombeau de l'évêque Nicholas Robinson.
- Humphrey Lloyd (en), évêque de Bangor (1674-1689).

## Source
- (en) Cet article est partiellement ou en totalité issu de l’article de Wikipédia en anglais intitulé « Bangor Cathedral » (voir la liste des auteurs).